# Micropholis splendens
Micropholis splendens là một loài thực vật thuộc họ Sapotaceae. Loài này có ở Brasil và Venezuela.